# Szociáldemokrata és Munkáspárt
Szociáldemokrata Munkáspárt (SDLP) (írül: Páirtí Sóisialta Daonlathach an Lucht Oibre) szociáldemokrata, ír nacionalista politikai párt Észak-Írországban. Az SDLP -nek jelenleg 12 képviselőjeja van az Északír Parlamentben, és két parlamenti tagja (MP) Westminsterben.
Az SDLP pártplatform támogatja az ír újraegyesítést és a hatáskörök további decentralizációját, miközben Észak -Írország továbbra is az Egyesült Királyság része. A bajok idején az SDLP volt a legnépszerűbb ír nacionalista párt Észak -Írországban, de az 1994 -es ideiglenes IRA -tűzszünet óta teret vesztett a Sinn Féin köztársasági pártnak, amely 2001 -ben a két párt közül a legnépszerűbbé vált. először. Az Északír konfliktus idején létrejött jelentős különbség a két fél között az volt, hogy az SDLP elutasította az erőszakot, szemben a Sinn Féinnel és az ideiglenes IRA -val.
2019 februárja óta az SDLP együttműködik Fianna Fáil-lal.